# Саут Форк Естејтс (Тексас)
Саут Форк Естејтс (енгл. South Fork Estates) насељено је место без административног статуса у америчкој савезној држави Тексас.

## Демографија
По попису из 2010. године број становника је 70, што је 23 (48,9%) становника више него 2000. године.
| Група             | 2000.      | 2010.      |
| Белци             | 10 (21,3%) | 2 (2,9%)   |
| Афроамериканци    | 0 (0,0%)   | 0 (0,0%)   |
| Азијати           | 0 (0,0%)   | 0 (0,0%)   |
| Хиспаноамериканци | 36 (76,6%) | 68 (97,1%) |
| Укупно            | 47         | 70         |